# Nicotiana tabacum
Nicotiana tabacum или култивиран тютюн е едногодишно растение, широколистен храст от семейство картофови. Източник на тютюн в Северна и Южна Америка, изсушен и нарязан се използва за пушене на пура, цигара, лула или наргиле.